# Erika Kibar
Erika Kibar (* 1988 in Schwaben) ist eine deutsche Schauspielerin.

## Leben
Kibar sammelte bereits in jungen Jahren Fernseherfahrungen. Wegen ihrer äußeren Erscheinung hatte sie in Ägypten, Südafrika und Italien Einsätze bei Dreharbeiten. 2009/2010 absolvierte sie eine Schauspielausbildung an der Neuen Schauspielschule in München. Anschließend absolvierte sie von 2011 bis 2014 eine Weiterbildung am Schauspiel München. Außerdem erhielt sie eine Tanzausbildung (Ballett, Bauchtanz). Neben ihren Rollen als Schauspielerin wurde Kibar auch als Sprecherin und Synchronschauspielerin eingesetzt. Von 2015 bis 2016 war sie am Residenztheater München engagiert. In mehreren Workshops trainierte sie spezielle Fähigkeiten. Zwischenzeitlich wurde Kibar auch bei Werbespots in Kapstadt eingesetzt. 2019 war sie in einer Nebenrolle in der Fernsehserie Sturm der Liebe zu sehen.
Kibar wohnt in München.

## Filmografie
- 2015: Utta Danella – Lisa schwimmt sich frei
- 2016: Ruhig Brauner (Kurzfilm)
- 2017: The Journey of My Life (Kurzspielfilm)
- 2018: Der Kriminalist (Fernsehserie, 1 Folge)
- 2018: Beats (Kinokurzfilm)
- 2019: Scham (Kinokurzfilm)
- 2019: Sturm der Liebe (Fernsehserie, 4 Folgen)
- 2020: SOKO Kitzbühel (Fernsehserie, Folge: Sie sind unter uns)
- 2021: München Mord: Der Letzte seiner Art (Fernsehreihe)
- 2021: Die Rosenheim-Cops (Fernsehserie, 1 Folge)
- 2022: Aktenzeichen XY … ungelöst (Fernsehreihe, 1 Folge)
- 2025: Crossroads Revelation